# Dourbali
Dourbali – miasto w Czadzie, w regionie Chari-Baguirmi, departament Baguirmi; 17 682 mieszkańców (2005), położone 98 km od Ndżameny.